# World Film Company
The World Film Company  (World Film Corporation) — американська кіностудія та прокатна компанія створена 1914 року у Форт Лі, штат Нью-Джерсі.

## Історія
Недовготривала, але визначна в історії американського кіно, компанія The World Film Company була створена фінансистом і режисером Льюїсом Селзником у місті Форт Лі, там де на початку XX століття було засновано багато перших в США кіностудій. World Film слугувала відділом розповсюдження для трьох головних продюсерських компаній: власної кіностудії Льюїса Селзника, так званої Equitable Pictures, компанії Peerless Pictures та компанії the Shubert Pictures, створеної промоутером і підприємцем Вільямом А. Брейді. 
Згідно з цією угодою компанія The World Film була дистриб'ютором 380 короткометражних і художніх фільмів з 1914 року до 1921 року. Під керівництвом Брейді компанія також розпочала власне виробництво, використовуючи для зйомок студійне обладнання Peerless Pictures. Компанія The Schuberts мала намір представляти власний ряд естрадних постановок та узаконити театри як місця дійства у кіно. У періоді між 1912 та 1915 роком усі п'ять найвпливовіших американських кіностудій, такі як Famous Players Film Company, Klaw & Erlanger's «Protective Amusement Company», the Jesse L. Lasky Company, the Triangle Film Corporation  та World Film, мали схожі зв'язки із власниками театральних підприємств, сподіваючись максимально вигідно для себе використати мережу театрів.
До 1916 року Селзник втратив свої права на володіння компанією The World Film. Замість нього на посаду президента призначили засновника із Чикаго Артура Шпігеля. До 1919 року місцем створення фільмів залишалося місто Форт Лі, поки Льюїс Селзник не викупив компанію, назвавши її власним ім'ям Lewis J. Selznick Productions, та перемістив її на Західне узбережжя США.

## Кадровий потенціал
Кінокомпанія World Film вирізнялася значним кадровим потенціалом. 
Початок Першої світової війни призвів до реорганізації активів іноземної кіноіндустрії у місті Форт Лі, включаючи і реорганізацію робітників. У World Film цілий ряд французьких режисерів та кінематографістів створили власне французькомовне об'єднання. Протягом, приблизно, трьох років Моріс Турнер, Леонсе Перрет, Джордж Арчейнбод, Еміль Шотар, Альбер Капеллані та Люсьєн Н. Андріот, в тому числі, працювали разом над фільмами, такими як версія стрічки «Камілла Клодель» 1915 року, а також передавали свій досвід молодому початківцю режисеру-монтажеру на студії World Film Джозефу фон Штернбергу.
Деяких інших робітників також переманили до World Film, в тому числі акторку Клару Кімбал з  Vitagraph, кінематографіста Сіднея Олкотта з Kalem Studios, сценаристку Френсіс Маріон, акторку Елейн Хаммерстайн та зірку естрадних постановок Лью Філдса.

## Часткова фільмографія
- The Wishing Ring (1914)
- The Lure (1914)
- The Boss (1915)
- Camille (1915)
- The Cub (1915)
- Wildfire (1915)
- Evidence 1915)
- The Rise of Susan (1916)